# What Have I Done to Deserve This? (canção)
"What Have I Done to Deserve This?" é uma canção da dupla britânica Pet Shop Boys com participação da cantora Dusty Springfield, retirada do segundo álbum de estúdio da dupla, Actually (1987). Foi lançada como o segundo single do álbum em 10 de agosto de 1987.

## Recepção
Em uma crítica contemporânea na Smash Hits, Vici McDonald escreveu: "O mais brilhante sobre os Pet Shop Boys é que eles acertam em tudo – melodias memoráveis, produção perfeita, letras inteligentes, capas excelentes, muito estilo e um senso de humor autodepreciativo – uma combinação muito rara. Então, tendo decidido fazer um dueto com uma garota cheia de soul, eles naturalmente conseguiram o melhor – a cantora dos anos 60 e lenda viva Dusty Springfield".
Em um artigo de 2017 para a NME, Nick Levine a chamou de "possivelmente a maior música pop da história", escrevendo: "Podemos falar sobre 'ganchos' e 'estrutura incomum' o quanto quisermos, mas essa música tem aquela coisa: antes mesmo de terminar, você já quer tocá-la novamente".
Incluída em uma lista dos melhores duetos de todos os tempos pelo The Daily Telegraph, a escritora Catherine Gee caracterizou a faixa como uma "canção enganosamente animada de decepção amorosa, claramente escrita para duas das vozes mais idiossincráticas do pop. Neil Tennant faz um rap de um verso lúgubre sobre bebidas derramadas e flores murchas, antes de Dusty aparecer com um sussurro rouco manchado pelas decepções da vida". Craig Mclean, da mesma publicação, descreveu a música como "um clássico certificado dos anos 80", uma visão compartilhada por Graeme Ross, do The Independent, que chamou a música de uma das melhores de Springfield, escrevendo: "Um vocal inconfundível e inesquecível de Dusty foi sobreposto ao synth-pop característico dos Pet Shop Boys e o resultado foi um clássico dos anos 80". Caroline Westbrook, do Metro, chamou de "uma coisa linda" em um artigo sobre os sucessos das paradas de 1987.
A revista LGBT estadunidense The Advocate incluiu a canção em uma lista dos 10 melhores duetos queer, chamando-a de uma das "duplas LGBT mais memoráveis da música pop". O cantor David McAlmont chamou "What Have I Done to Deserve This?" de sua "incontestavelmente canção favorita" de Springfield em um artigo publicado no The Observer celebrando os momentos gays marcantes da música pop, descrevendo o desempenho vocal como "uma interpretação profunda do refrão açucarado da [compositora] Allee Willis".

## Certificações
| Região                                                                                                  | Certificação | Vendas   |
| --- | ------------ | -------- |
| Suécia (GLF)                                                                                            | Ouro         | 25 000^  |
| Reino Unido (BPI)                                                                                       | Prata        | 250,000^ |
| *números de vendas baseados somente na certificação ^números de vendas baseados somente na certificação |              |          |